# Alexei Almoukov
Alexei Almoukov (* 22. März 1990 in Tjumen, Russland) ist ein ehemaliger australischer Skilangläufer und Biathlet und der mit Abstand erfolgreichste Biathlet seines Heimatlandes.

## Karriere

### Skilanglauf
Als Skilangläufer debütierte Alexei Almoukov schon 2004 beim Skilanglauf-Australia/New-Zealand-Cup, ab 2005 erreichte er gute Resultate. Weniger gut waren die Ergebnisse bei den Junioren-Weltmeisterschaften 2006 in Kranj mit Rang 87 im Sprint als bestem Resultat. In Perisher Valley trat er 2006 erstmals bei australischen Meisterschaften an und wurde Neunter über 15 Kilometer. Auch in den folgenden Jahren startete Almoukov bei FIS-Rennen und im Skilanglauf-Australia/New-Zealand-Cup, im August 2007 wurde ein dritter Rang bei einem 10-Kilometer-Rennen in Perisher Valley bestes Ergebnis. 
An Junioren-Weltmeisterschaften nahm der Australien auch 2007 in Tarvis, 2008 in Val Venosta und 2009 in Le Praz-de-Lys-Sommand teil. Seine besten Resultate erreichte er 2009 mit den Plätzen 46 über 10 Kilometer und 55 in der Verfolgung. Zunächst bestes Ergebnis bei nationalen Meisterschaften war der Gewinn der Bronzemedaille über 15 Kilometer in Falls Creek 2007. 2009 und 2011 gewann der gebürtige Russe allerdings zwei Rennen im Australia-/New Zealand Cup. Größter Erfolg im Skilanglauf war der Gewinn eines FIS-Rennens im Juli 2010 in seiner Heimat Australien. Im November 2011 durfte er in Sjusjøen zum einzigen Mal im Weltcup starten, über 15 km Freistil wurde Almoukov 90. Ab 2013 nahm er an keinen FIS-Wettbewerben mehr teil.

### Biathlon
Alexei Almoukov nahm, parallel zum Skilanglauf, ab 2009 an internationalen Rennen im Biathlon teil. Seine ersten Rennen bestritt er im Rahmen des IBU-Cups in Altenberg. Im Einzel belegte er den 67., im Sprint den 64. Platz. Schon direkt danach wurde Almoukov in Ruhpolding erstmals im Biathlon-Weltcup eingesetzt. In seinem ersten Sprint erreichte der Australier den 116. Platz, beim folgenden Sprint in Antholz wurde er 110. Die nächsten Rennen lief er als zweiter australischer Starter neben Mark Raymond im Rahmen der Biathlon-Weltmeisterschaften 2009 in Pyeongchang. Bei den Welttitelkämpfen in Südkorea lief der Australier auf die Plätze 95 im Einzel und 110 im Sprint. Der 95. Platz war ein für australische Biathleten gutes Resultat und zugleich bestes Weltcup-Ergebnis des erst seit 2008 Biathlon betreibenden Nachwuchsbiathleten. Anschließend lief Almoukov in Ufa bei den Biathlon-Europameisterschaften 2009 und wurde 50. im Sprint.
Bei den Olympischen Winterspielen 2010 in Vancouver und den Olympischen Winterspielen 2014 in Sotschi trat Almoukov für Australien an, mit Rang 44 im Einzel von Sotschi sprang auch ein Achtungserfolg heraus. Sein bestes Ergebnis auf höchster Ebene war ein 33. Platz in der Saison 2012/13 im Einzel von Sotschi, wobei er auch zum einzigen Mal die Punkteränge eines Weltcuprennens erzielte. Almoukovs letzte Weltmeisterschaft wurde die von Kontiolahti 2015, bei der er im Einzel auch sein zweitbestes Karriereergebnis einfuhr. Das letztes Rennen von Alexei Almoukov folgte kurz darauf, nach dem Sprintrennen in Chanty-Mansijsk beendete der Australier kurz vor seinem 25. Geburtstag seine aktive Karriere.

## Persönliches
Almoukov hat einen Bruder. Er lebt in Berridale.

## Statistiken

### Weltcupplatzierungen
Die Tabelle zeigt alle Platzierungen (je nach Austragungsjahr einschließlich Olympische Spiele und Weltmeisterschaften).
- 1.–3. Platz: Anzahl der Podiumsplatzierungen
- Top 10: Anzahl der Platzierungen unter den ersten zehn (einschließlich Podium)
- Punkteränge: Anzahl der Platzierungen innerhalb der Punkteränge (einschließlich Podium und Top 10)
- Starts: Anzahl gelaufener Rennen in der jeweiligen Disziplin
- Staffel: inklusive Mixed- und Single-Mixed-Staffeln

| Platzierung         | Einzel | Sprint | Verfolgung | Massenstart | Staffel | Gesamt |
| ------------------- | ------ | ------ | ---------- | ----------- | ------- | ------ |
| 1. Platz            |        |        |            |             |         |        |
| 2. Platz            |        |        |            |             |         |        |
| 3. Platz            |        |        |            |             |         |        |
| Top 10              |        |        |            |             |         |        |
| Punkteränge         | 1      |        |            |             |         | 1      |
| Starts              | 17     | 50     | 1          |             |         | 68     |
| Stand: Karriereende |        |        |            |             |         |        |

### Olympische Winterspiele
Ergebnisse bei Olympischen Winterspielen:
|                                           | Einzelwettbewerbe | Einzelwettbewerbe | Einzelwettbewerbe | Einzelwettbewerbe | Staffelwettbewerbe | Staffelwettbewerbe |
| Einzel                                    | Sprint            | Verfolgung        | Massenstart       | Herrenstaffel     | Mixedstaffel       |                    |
| ----------------------------------------- | ----------------- | ----------------- | ----------------- | ----------------- | ------------------ | ------------------ |
| Olympische Winterspiele 2010 \| Vancouver | 78.               | 87.               | –                 | –                 | –                  | –                  |
| Olympische Winterspiele 2014 \| Sotschi   | 44.               | 72.               | –                 | –                 | –                  | –                  |

### Biathlon-Weltmeisterschaften
Ergebnisse bei den Weltmeisterschaften:
| Weltmeisterschaften | Weltmeisterschaften | Einzelwettbewerbe | Einzelwettbewerbe | Einzelwettbewerbe | Einzelwettbewerbe | Staffelwettbewerbe | Staffelwettbewerbe |
| Jahr                | Ort                 | Einzel            | Sprint            | Verfolgung        | Massenstart       | Herrenstaffel      | Mixedstaffel       |
| ------------------- | ------------------- | ----------------- | ----------------- | ----------------- | ----------------- | ------------------ | ------------------ |
| 2009                | Pyeongchang         | 95.               | 110.              | –                 | –                 | –                  | –                  |
| 2011                | Chanty-Mansijsk     | 60.               | 72.               | –                 | –                 | –                  | –                  |
| 2012                | Ruhpolding          | 82.               | 87.               | –                 | –                 | –                  | –                  |
| 2013                | Nové Město          | 83.               | 93.               | –                 | –                 | –                  | –                  |
| 2015                | Kontiolahti         | 43.               | 92.               | –                 | –                 | –                  | –                  |

### Juniorenweltmeisterschaften
Ergebnisse bei den Juniorenweltmeisterschaften:
| Weltmeisterschaften | Weltmeisterschaften | Einzel | Sprint | Verfolgung | Staffel |
| Jahr                | Ort                 | Einzel | Sprint | Verfolgung | Staffel |
| ------------------- | ------------------- | ------ | ------ | ---------- | ------- |
| 2010                | Torsby              | 47.    | 54.    | DNS        | –       |
| 2011                | Nové Město          | 56.    | 18.    | 28.        | –       |